# Equació d'ona
L'equació d'ona és una important equació diferencial parcial lineal de segon ordre que descriu la propagació d'una varietat d'ones, com ara les ones sonores, les ones de llum i les ones a l'aigua. És important en diversos camps com l'acústica, l'electromagnetisme i la dinàmica de fluids. Històricament, el problema d'una corda vibrant com les dels instruments musicals va ser estudiat per Jean le Rond d'Alembert, Leonhard Euler, Daniel Bernoulli i Joseph-Louis Lagrange.

Un pols que viatja a través d'una corda amb els seus extrems fixos és modelat per l'equació d'ona

Les ones esfèriques provenen d'una font puntual

## Introducció
L'equació d'ona és l'exemple prototípic d'una equació diferencial parcial hiperbòlica. En la seva forma més elemental, l'equació d'ona fa referència a una funció escalar u(x,t) que satisfà:
{\displaystyle {\partial ^{2}u \over \partial t^{2}}=c^{2}\Delta u,}
en què {\displaystyle \Delta =\nabla ^{2}} és el laplacià i en què {\displaystyle c} és una constant equivalent a la velocitat de propagació de l'ona. Per a una ona sonora en l'aire a 20 °C, aquesta constant és de prop de 343 m/s (vegeu velocitat del so). Per a una corda vibrant, la velocitat pot variar molt depenent de la densitat lineal de la corda i la seva tensió. Per a una molla en espiral (un slinky) pot arribar a ser tan lenta com d'un metre per segon.
Un model més realista de l'equació diferencial per ones permet que la velocitat de propagació de l'ona variï amb la freqüència de l'ona, fenomen conegut com a dispersió. En aquest cas, {\displaystyle c} haurà de ser substituïda per la velocitat de fase:
{\displaystyle V_{\mathrm {p} }={\frac {\omega }{k}}.}
Una altra correcció comuna en els sistemes realistes és que la velocitat pot dependre també de l'amplitud de l'ona, la qual cosa ens porta a una equació d'ona no lineal:
{\displaystyle {\partial ^{2}u \over \partial t^{2}}=c(u)^{2}\Delta u}
També cal considerar que una ona pot ser transmesa a un portador mòbil (per exemple: la propagació del so en el flux d'un gas). En aquest cas, l'escalar u contindrà un nombre Mach (que és positiu per a l'ona que es mogui al llarg del flux i negatiu per a l'ona reflectida).
L'equació d'ona elàstica en tres dimensions descriu la propagació d'ona en un medi elàstic homogeni isòtrop. La majoria dels materials sòlids són elàstics, de manera que aquesta equació descriu fenòmens com ara ones sísmiques a la Terra i les ones d'ultrasò utilitzades per a determinar defectes en els materials. Encara que sigui lineal, aquesta equació té una forma més complexa que les equacions donades a dalt, perquè ha de tenir en compte els moviments longitudinals i transversals:
{\displaystyle \mathrm {P} {\ddot {\mathbf {u} }}=\mathbf {f} +(\lambda +2\mu )\nabla (\nabla \cdot \mathbf {u} )-\mu \nabla \times (\nabla \times \mathbf {u} )}
En què:
- {\displaystyle \Lambda } i {\displaystyle \mu } són els suposats paràmetres de Lame que descriuen les propietats elàstiques del medi.
- {\displaystyle \mathrm {P} } n'és la densitat.
- {\displaystyle \mathbf {f} } és la funció d'entrada (força motriu),
- I {\displaystyle \mathbf {u} } és el desplaçament.

Cal recordar que en aquesta equació, la força i el desplaçament són quantitats vectorials. Aquesta equació és coneguda de vegades com a l'equació d'ona vectorial.
Hi ha variacions de l'equació d'ona que també es poden trobar en mecànica quàntica i relativitat general.

## Equació d'ona escalar en un espai d'una sola dimensió

### Obtenció de l'equació d'ona

#### De la llei d'Hooke
L'equació d'ona en el cas d'una sola dimensió pot ser obtinguda per la llei d'Hooke de la manera següent: imagina una sèrie de petits pesos de massa m, interconnectats per ressorts sense massa de longitud h. Els ressorts tenen una rigidesa de k:
Aquí u(x) mesura la distància en equilibri de la massa situada en x. Les forces exercides sobre la massa {\displaystyle \scriptstyle m} al lloc {\displaystyle \scriptstyle x+h} són:
{\displaystyle F_{\mathit {Newton}}=m\cdot a(t)=m\cdot {{\partial ^{2} \over \partial t^{2}}u(x+h,t)}}
{\displaystyle F_{\mathit {Hooke}}=F_{x+2h}+F_{x}=k\left[{u(x+2h,t)-u(x+h,t)}\right]+k[u(x,t)-u(x+h,t)]}
L'equació de moviment per al pes en el lloc x+h, s'obté en equiparar aquestes dues forces:
{\displaystyle M{\partial ^{2}u(x+h,t) \over \partial t^{2}}=k[u(x+2h,t)-u(x+h,t)-u(x+h,t)+u(x,t)]}
En què la dependència amb el temps de u(x) es fa explícita.
Si la sèrie de pesos consisteix en N pesos espaiats uniformement al llarg de L  =  N   h  de la massa total M  =  N m , i la rigidesa total de la sèrie K  =  k / N podem escriure l'equació anterior com:
{\displaystyle {\partial ^{2}u(x+h,t) \over \partial t^{2}}={KL^{2}[ \over M}{u(x+2h,t)-2u(x+h,t)+u(x,t)] \over h^{2}}}
Prenent el límit {\displaystyle N\rightarrow \infty ,h\rightarrow 0} (i suposant que és suau) s'aconsegueix:
{\displaystyle {\partial ^{2}u(x,t) \over \partial t^{2}}={KL^{2} \over M}{\partial ^{2}u(x,t) \over \partial x^{2}}}
(KL  2 ) / M  és el quadrat de la velocitat de propagació en aquest cas particular.

#### De l'equació de transport escalar genèrica
Començant amb l'equació de transport escalar genèrica sense difusió,
{\displaystyle {\frac {\partial \phi }{\partial t}}+{\frac {\partial (u\phi )}{\partial x}}=s_{\phi }}
Derivem respecte a {\displaystyle t} per aconseguir:
{\displaystyle {\frac {\partial ^{2}\phi }{\partial t^{2}}}+{\frac {\partial ^{2}(u\phi )}{\partial x\partial t}}={\frac {\partial s_{\phi }}{\partial t}}}.
Assumint que {\displaystyle s_{\phi }} i {\displaystyle u} són constants, podem escriure:
{\displaystyle {\frac {\partial ^{2}\phi }{\partial t^{2}}}+u{\frac {\partial }{\partial x}}{\frac {\partial \phi }{\partial t}}=0}.
Si substituïm la derivada respecte del temps de {\displaystyle \phi }, obtenim:
{\displaystyle {\frac {\partial ^{2}\phi }{\partial t^{2}}}+u{\frac {\partial }{\partial x}}\left[s_{\phi }-{\frac {\partial (u\phi )}{\partial x}}\right]=0}.
La qual cosa dona com a resultat l'equació d'ona:
{\displaystyle {\frac {\partial ^{2}\phi }{\partial t^{2}}}-u^{2}{\frac {\partial ^{2}\phi }{\partial x^{2}}}=0}.
En què {\displaystyle u} és la velocitat de propagació de l'escalar {\displaystyle \phi }, el qual, en general, està en funció del temps i de la posició.

### Solució del problema de valor inicial
La solució general de l'equació d'ona escalar unidimensional:
 {\displaystyle {\partial ^{2}u \over \partial t^{2}}=c^{2}{\partial ^{2}u \over \partial x^{2}}}
Va ser obtinguda per d'Alembert. L'equació d'ona pot ser escrita d'una manera factoritzada:
{\displaystyle \left[{\frac {\partial }{\partial t}}-c{\frac {\partial }{\partial x}}\right]\left[{\frac {\partial }{\partial t}}+c{\frac {\partial }{\partial x}}\right]u=0.\,}
Per tant, si F  i G  són funcions arbitràries, qualsevol suma de la forma
{\displaystyle u(x,t)=F(x-ct)+G(x+ct)\,} satisfarà l'equació d'ona.
Els dos termes són ones viatgeres: qualsevol punt de la forma d'ona donada per un argument específic ja sigui  F  o  G  es mourà amb velocitat  c  ja sigui cap al front o cap enrere: cap al front per F  i cap enrere per G , aquestes funcions poden ser determinades per satisfer condicions inicials arbitràries:
{\displaystyle u(x,0)=f(x)\,}
{\displaystyle u_{t}(x,0)=g(x)\,}
El resultat és la fórmula de d'Alembert:
{\displaystyle u(x,t)={\frac {f(x-ct)+f(x+ct)}{2}}+{\frac {1}{2c}}\int _{x-ct}^{x+ct}g(s)ds}
En el sentit clàssic, si {\displaystyle \scriptstyle f(x)\in C^{k}} i {\displaystyle \scriptstyle g(x)\in C^{k-1}} llavors {\displaystyle \scriptstyle u(t,x)\in C^{k}}. No obstant això, les formes d'ona F  i  G també poden ser generalitzades, com ara la funció delta. En aquest cas, la solució pot ser interpretada com un impuls que viatja cap a la dreta o cap a l'esquerra.
L'equació d'ona bàsica és una equació diferencial lineal, la qual estableix que l'amplitud de les dues ones que interaccionen és simplement la suma de les ones. Això també significa que el comportament d'una ona es pot analitzar en dividir l'ona en els seus components. La transformada de Fourier divideix una ona sinusoïdal en el seus components i és útil per a l'anàlisi de l'equació d'ona.

## L'equació d'ona escalar en un espai de tres dimensions
La solució del problema de valor inicial per a l'equació d'ona en l'espai de tres dimensions pot ser obtinguda de la solució per a una ona esfèrica. Aquest resultat pot utilitzar-se per a obtenir la solució en l'espai de dues dimensions.

### Ones esfèriques
L'equació d'ona no canvia en rotar les coordenades espacials i, per tant, un pot esperar trobar solucions que depenguin només de la distància radial a un punt donat. Aquestes solucions hauran de complir
{\displaystyle u_{tt}-c^{2}\left(u_{rr}+{\frac {2}{r}}u_{r}\right)=0.\,}
Aquesta equació pot ser reescrita com:
{\displaystyle (ru)_{tt}-c^{2}(ru)_{rr}=0;\,}
La quantitat  ru  compleix l'equació de l'ona d'una sola dimensió. Per tant, hi ha solucions en la forma:
{\displaystyle u(t,r)={\frac {1}{r}}F(r-ct)+{\frac {1}{r}}G(r+ct),\,}
en què F i G són funcions arbitràries. Cada terme pot ser interpretat com una ona esfèrica que s'expandeix o es contreu a una velocitat c. Aquestes ones són generades per una font puntual i fan possibles senyals aguts; la forma només s'altera per una disminució en l'amplitud quan r augmenta (vegeu la il·lustració d'una ona esfèrica a la part superior dreta). Aquestes ones només existeixen en casos d'espais amb dimensions senars. Afortunadament, vivim en un món que té un espai de tres dimensions, de manera que podem comunicar-nos clarament amb ones acústiques i electromagnètiques.

### Solució d'un problema de valor inicial general
L'equació d'ona és lineal en u i es manté inalterada en les translacions en l'espai i el temps. Per tant, podem generar una gran varietat de solucions en traslladar i assumir ones esfèriques. Fem que φ (ξ, η, ζ) sigui una funció arbitrària de tres variables independents, i fem que la forma d'ona esfèrica F sigui una funció delta: és a dir, deixem que F sigui un petit límit de funció contínua: la integral en serà la unitat, però el suport (la regió on la funció és diferent de zero) es redueix a l'origen. Fem que una família d'ones esfèriques tinguin el centre en (ξ, η, ζ) i fem que r sigui la distància radial a partir d'aquest punt. Així:
{\displaystyle r^{2}=(x-\xi )^{2}+(i-\eta )^{2}+(z-\zeta )^{2}.\,}
Si u és una superposició d'aquestes ones amb funció de ponderació φ, llavors:
{\displaystyle u(t,x,y,z)={\frac {1}{4\pi c}}\iiint \varphi (\xi ,\eta ,\zeta ){\frac {\delta (r-ct)}{r}}d\xi \,d\eta \,d\zeta ;\,}
el denominador 4πc és col·locat per conveniència.
De la definició de la funció delta, u també es pot escriure com:
{\displaystyle u(t,x,y,z)={\frac {t}{4\pi }}\iint _{S}\varphi (x+ct\alpha ,i+ct\beta ,z+ct\gamma )d\omega ,\,}
en què α, β, i γ són coordenades en la unitat esfèrica S i ω és l'element en S. Aquest resultat té la interpretació que u (t,x) és t vegades el valor mitjà de φ en una esfera de radi ct centrada en x:
{\displaystyle u(t,x,y,z)=tm_{ct}[\phi ].\,}
D'això es dedueix que:
{\displaystyle u(0,x,y,z)=0,\quad u_{t}(0,x,y,z)=\phi (x,y,z).\,}
El valor mitjà n'és encara una funció de t i, per tant, si:
{\displaystyle v(t,x,y,z)={\frac {\partial }{\partial t}}\left(tm_{ct}[\psi ]\right),\,}
Llavors:
{\displaystyle v(0,x,y,z)=\psi (x,y,z),\quad v_{t}(0,x,y,z)=0.\,}
Aquestes fórmules proporcionen la solució per al problema de valor inicial de l'equació d'ona. Aquestes mostren que la solució en un punt donat P, donant (t,x,y,z) només depèn de la informació en l'esfera de radi ct que és intersecada pel  con de llum dibuixat des de P. La solució no depèn de la informació en l'interior d'aquesta esfera. Així, doncs, l'interior de l'esfera és una llacuna per a la solució. Aquest fenomen és anomenat principi de Huygens. Això és cert per a nombres senars de dimensions d'espai, en què per a una dimensió la integració és realitzada a través de la frontera d'un interval de wrt: la mesura de Dirac. Això no se satisfà en qualsevol altre nombre de dimensions d'espai. El fenomen de les llacunes s'ha investigat àmpliament en Atiyah, Bott i Gårding (1970, 1973).

## Equació d'ona escalar en un espai de dues dimensions
En un espai de dues dimensions, l'equació d'ona és:
{\displaystyle u_{tt}=c^{2}\left(u_{xx}+u_{yy}\right).\,}
Podem utilitzar la teoria tridimensional per a resoldre'n un si considerem u com una funció de tres dimensions que és independent de la tercera dimensió. Si
{\displaystyle u(0,x,y)=0,\quad u_{t}(0,x,y)=\phi (x,y),\,}
llavors la fórmula de la solució en tres dimensions es converteix en:
{\displaystyle u(t,x,y)=tM_{ct}[\phi ]={\frac {t}{4\pi }}\iint _{S}\phi (x+ct\alpha ,\,y+ct\beta )d\omega ,\,}
en què α i β són les dues primeres coordenades en la unitat esfèrica, i dω és l'element d'àrea en l'esfera. Aquesta integral pot ser reescrita com una integral sobre el disc D amb centre en (x, y) i radi ct:
{\displaystyle u(t,x,y)={\frac {1}{2\pi c}}\iint _{D}{\frac {\phi (x+\xi ,y+\eta )}{\sqrt {(ct)^{2}-\xi ^{2}-\eta ^{2}}}}d\xi \,d\eta .\,}
És evident que la solució en (t, x, y) depèn no sols de la informació en el con de llum on:
{\displaystyle (x-\xi )^{2}+(y-\eta )^{2}=c^{2}t^{2},\,}
Sinó també de la informació que és a l'interior d'aquest con.

## Problemes amb fronteres

### A l'espai d'una sola dimensió
Una cadena flexible que s'estira entre dos punts  x  =  0  i  x  =  L  satisfà l'equació d'ona, per  t > 0 i 0 < x  < L . Als punts fronterers, u pot satisfer una varietat de condicions de frontera. Una manera general que és apropiada per a aplicacions és
{\displaystyle -u_{x}(t,0)+au(t,0)=0,\,}
{\displaystyle u_{x}(t,L)+bu(t,L)=0,\,}
en què  a  i  b  no són negatius. El cas en què cal que u desaparegui en un punt final és en el límit d'aquesta condició quan els respectius a  o  b  s'aproximen a l'infinit. El mètode de separació de variables consisteix en la recerca de solucions per aquest problema en la forma espacial:
{\displaystyle u(t,x)=T(t)V(x).\,}
Una conseqüència és que:
{\displaystyle {\frac {T''}{c^{2}T}}={\frac {V''}{V}}=-\lambda .\,}
El valor propi λ ha de ser determinat de manera que hi hagi una solució no trivial del problema del valor de frontera:
{\displaystyle V''+\lambda V=0,\,}
{\displaystyle -V'(0)+aV(0)=0,\quad V'(L)+bV(L)=0.\,}
Aquest és un cas especial del problema general de la teoria de Sturm-Liouville. Si  a  i  b  són positius, els valors propis són tots positius i les solucions seran les funcions trigonomètriques. Una solució que satisfà la condició inicial integrable al quadrat per u i  u  t  pot ser obtinguda a partir de l'expansió d'aquestes funcions en les sèries trigonomètriques apropiades.

### En un espai de diverses dimensions

Una solució de l'equació d'ona en dues dimensions amb una condició de frontera de zero desplaçament al llarg de tota la vora exterior

La teoria del valor de frontera inicial unidimensional pot ampliar-se a un nombre arbitrari de dimensions espacials. Consideri's un domini D en un espai x de m dimensions, amb frontera B. Llavors l'equació d'ona serà satisfeta si x està en D i {\displaystyle t>0}. A la frontera D, la solució u haurà de satisfer
{\displaystyle {\frac {\partial u}{\partial n}}+au=0,\,}
en què n és la normal unitària a  B  que apunta cap a fora i a és una funció no negativa definida sobre B. El cas en què u desapareix en B és un cas límit quan a s'acosta l'infinit. Les condicions inicials són:
{\displaystyle u(0,x)=f(x),\quad u_{t}=g(x),\,}
en què f i g són definits en D. Aquest problema pot ser solucionat mitjançant l'ampliació de f i g a les funcions pròpies del laplacià en D, que compleixin les condicions de frontera. Així, la funció pròpia v satisfà:
{\displaystyle \nabla \cdot \nabla v+\lambda v=0,\,}
En D, i
{\displaystyle {\frac {\partial v}{\partial n}}+av=0,\,}
en B.
En el cas d'un espai de dues dimensions, les funcions pròpies poden interpretar-se com els modes de vibració d'una membrana estesa sobre la frontera B. Si B és un cercle, llavors aquestes funcions pròpies tenen un component angular que és una funció trigonomètrica de l'angle polar θ, multiplicat per una funció de Bessel (d'ordre sencer) del component radial. Més detalls se'n troben en l'equació d'Helmholtz.
Si la frontera és una esfera en un espai de tres dimensions, els components angulars de les funcions pròpies són harmònics esfèrics, i els components radials són funcions de Bessel d'ordre de meitat de sencer.

## L'equació d'ona no homogènia en una dimensió
L'equació d'ona no homogènia en una dimensió és la següent:
{\displaystyle \ c^{2}u_{xx}(x,t)-u_{tt}(x,t)=s(x,t)}
amb condicions inicials donades per:
{\displaystyle \ u(x,0)=f(x)}
{\displaystyle \ u_{t}(x,0)=g(x).}
La funció {\displaystyle s(x,t)} és anomenada també la funció font pel fet que en la pràctica descriu els efectes de les fonts d'ona en el medi que les porta. Alguns exemples físics de funcions font inclouen la força motriu d'una ona sobre una corda, o la densitat de càrrega o corrent en la condició de Lorenz d'electromagnetisme.
Un mètode per resoldre el problema de valor inicial (amb els valors inicials que es van plantejar a dalt) és aprofitar-se de les propietats de l'equació d'ona, les solucions l'obeeixen casualment. És a dir, per a qualsevol punt {\displaystyle \scriptstyle (x_{i},t_{i})}, el valor de {\displaystyle \scriptstyle o(x_{i},t_{i})} només depèn dels valors de {\displaystyle \scriptstyle f(x_{i}+ct_{i})} i {\displaystyle \scriptstyle f(x_{i}-ct_{i})} i els valors de la funció {\displaystyle \scriptstyle g(x)} entre {\displaystyle \scriptstyle (x_{i}-ct_{i})} i {\displaystyle \scriptstyle (x_{i}+ct_{i})}. Això es pot observar en la fórmula de d'Alembert, com s'ha assenyalat anteriorment, en què aquestes quantitats són les úniques que hi apareixen. Físicament, si la màxima velocitat de propagació és {\displaystyle \scriptstyle c}, llavors cap part de l'ona que no pugui propagar-se a un determinat punt en un moment donat pot afectar l'amplitud en el mateix punt i temps.
En termes de trobar una solució, aquestes propietats casuals donen a entendre que per a qualsevol punt donat en la línia que s'està considerant, l'única àrea que necessita ser considerada és l'àrea que abasti tots els punts que podrien afectar causalment el punt que s'està considerant. Designant l'àrea que afecta casualment el punt {\displaystyle \scriptstyle (x_{i},t_{i})} com {\displaystyle \scriptstyle R_{C}}. Suposem que integrem l'equació d'ona no homogènia sobre aquesta regió.
{\displaystyle \iint \limits _{R_{C}}\left(c^{2}u_{xx}(x,t)-u_{tt}(x,t)\right)dxdt=\iint \limits _{R_{C}}s(x,t)dxdt.}
Per simplificar això en gran manera, podem usar el teorema de Green per simplificar la banda esquerra i així obtenir el següent:
{\displaystyle \int _{L_{0}+L_{1}+L_{2}}\left(-c^{2}u_{x}(x,t)dt-u_{t}(x,t)dx\right)=\iint \limits _{R_{C}}s(x,t)dxdt.}
La part esquerra és ara la suma de tres integrals de línia al llarg de les fronteres de la regió de causalitat. Aquestes resulten ser prou fàcils de calcular:
{\displaystyle \int _{x_{i}-ct_{i}}^{x_{i}+ct_{i}}-u_{t}(x,0)dx=-\int _{x_{i}-ct_{i}}^{x_{i}+ct_{i}}g(x)dx.}
En això, el terme a ser integrat pel que fa al temps desapareix pel fet que l'interval involucrat és zero, així {\displaystyle dt=0}.
Per als altres dos costats de la regió, cal assenyalar que {\displaystyle \scriptstyle x\pm ct} és una constant, anomenada {\displaystyle \scriptstyle x_{i}\pm ct_{i}}, en què el signe es tria adequadament. D'aquesta manera, podem obtenir la relació {\displaystyle \scriptstyle dx\pm cdt=0}, escollint de nou el signe dret:
{\displaystyle \int _{L_{1}}\left(-c^{2}u_{x}(x,t)dt-u_{t}(x,t)dx\right)\,}
{\displaystyle =\int _{L_{1}}\left(cu_{x}(x,t)dx+cu_{t}(x,t)dt\right)\,}
{\displaystyle =c\int _{L_{1}}du(x,t)=cu(x_{i},t_{i})-cf(x_{i}+ct_{i}).\,}
I de manera similar per a l'últim segment de frontera:
{\displaystyle \int _{L_{2}}\left(-c^{2}u_{x}(x,t)dt-u_{t}(x,t)dx\right)}
{\displaystyle =-\int _{L_{2}}\left(cu_{x}(x,t)dx+cu_{t}(x,t)dt\right)}
{\displaystyle =-c\int _{L_{2}}du(x,t)=-\left(cf.(x_{i}-ct_{i})-cu(x_{i},t_{i})\right)}
{\displaystyle =cu(x_{i},t_{i})-cf(x_{i}-ct_{i}).\,}
Sumant els tres resultats junts i posant-los de tornada a la integral originària:
{\displaystyle -\int _{x_{i}-ct_{i}}^{x_{i}+ct_{i}}g(x)dx+cu(x_{i},t_{i})-cf(x_{i}+ct_{i})+cu(x_{i},t_{i})-cf(x_{i}-ct_{i})=\iint \limits _{R_{C}}s(x,t)dxdt}
{\displaystyle 2cu(x_{i},t_{i})-\int _{x_{i}-ct_{i}}^{x_{i}+ct_{i}}g(x)dx-cf(x_{i}+ct_{i})-cf(x_{i}-ct_{i})=\iint \limits _{R_{C}}s(x,t)dxdt}
{\displaystyle 2cu(x_{i},t_{i})=\int _{x_{i}-ct_{i}}^{x_{i}+ct_{i}}g(x)dx+cf(x_{i}+ct_{i})+cf(x_{i}-ct_{i})+\iint \limits _{R_{C}}s(x,t)dxdt}
{\displaystyle u(x_{i},t_{i})={\frac {f(x_{i}+ct_{i})+f(x_{i}-ct_{i})}{2}}+{\frac {1}{2c}}\int _{x_{i}-ct_{i}}^{x_{i}+ct_{i}}g(x)dx+{\frac {1}{2c}}\int _{0}^{t_{i}}\int _{x_{i}-c\left(t_{i}-t\right)}^{x_{i}+c\left(t_{i}-t\right)}s(x,t)dxdt.\,}
En l'última equació de la seqüència, les fronteres de la integral sobre la funció font s'han fet explícites. Pel que fa a aquesta solució, que és vàlida per a totes les opcions {\displaystyle \scriptstyle (x_{i},t_{i})} compatibles amb l'equació d'ona, és evident que els dos primers termes són simplement la fórmula de d'Alembert, com es va assenyalar anteriorment en la solució de l'equació d'ona homogènia en una dimensió. La diferència en rau en el tercer terme, la integral sobre la font.

## Altres sistemes de coordenades
En tres dimensions, l'equació d'ona, quan és escrita en coordenades cilíndriques el·líptiques, pot ser resolta per separació de variables, la qual cosa comporta l'equació diferencial de Mathieu.